# So Beautiful or So What
So Beautiful or So What je dvanácté sólové studiové album amerického folkrockového zpěváka a skladatele Paula Simona, známého z dua Simon & Garfunkel. Album vyšlo nejprve v Austrálii, Německu a Nizozemsku v pátek 8. dubna 2011, následovalo Dánsko a Francie 11. dubna, potom Spojené státy a Itálie 12. dubna, dále Japonsko 20. dubna, potom Irsko 10. června a jako poslední Spojené království 13. června 2011. Album produkovali Paul Simon a Phil Ramone. Album debutovalo v americké Billboard 200 na čtvrtém místě a v UK Albums Chart na místě šestém. Za první týden se prodalo 68 000 kopií. Album přijala velice kladně i odborná kritika.

## Seznam skladeb
Všechny skladby napsal Paul Simon.
| Pořadí | Název                           | Délka |
| ------ | ------------------------------- | ----- |
| 1.     | Getting Ready for Christmas Day | 4:06  |
| 2.     | The Afterlife                   | 3:40  |
| 3.     | Dazzling Blue                   | 4:32  |
| 4.     | Rewrite                         | 3:49  |
| 5.     | Love and Hard Times             | 4:09  |
| 6.     | Love Is Eternal Sacred Light    | 4:02  |
| 7.     | Amulet                          | 1:36  |
| 8.     | Questions for the Angels        | 3:49  |
| 9.     | Love and Blessings              | 4:18  |
| 10.    | So Beautiful or So What         | 4:07  |

## Obsazení
- Paul Simon – zpěv, zvony, zvonkohra, perkuse, zpěv, píšťalka, kytara
- Mary Abt – klarinet
- Chris Bear – elektronika
- Edie Brickell – doprovodné vokály
- Sara Cutler – flétna, harfa
- Desiree Elsevier – viola
- David Finck – basa
- Gil Goldstein – aranžmá
- Steve Gorn – bansuri
- Skip La Plante – gong, harfa, zvonky
- Doyle Lawson – doprovodné vokály
- Jeanne LeBlanc – violoncello
- Diane Lesser – horn
- Vincent Lionti – viola
- Richard Locker – violoncello
- Karaikudi R. Mani – perkuse
- Elizabeth Mann – flétna
- Lois Martin – viola
- Vincent Nguini – kytara
- Jim Oblon – basa, bicí, perkuse
- Charles Pillow – klarinet
- Mick Rossi – klavír
- Steve Shehan – angklung, basa, činely, djembe, další
- Lulu Simon – doprovodné vokály
- Yacouba Sissoko – kora
- Pamela Sklar – flétna
- Etienne Stadwijk – celesta
- Joshua Swift – dobro
- Michael White – klarinet
- Gabe Witcher – housle
- Nancy Zeltsman – marimba

## Umístění
| Žebříček (2011)      | Pozice |
| -------------------- | ------ |
| Austrálie            | 41     |
| Rakousko             | 13     |
| Belgie (Flandry)     | 20     |
| Belgie (Valonsko)    | 29     |
| Kanada               | 7      |
| Česko                | 8      |
| Dánsko               | 6      |
| Nizozemsko           | 6      |
| Finsko               | 49     |
| Francie              | 38     |
| Německo              | 20     |
| Irsko                | 7      |
| Itálie               | 29     |
| Japonsko             | 75     |
| Nový Zéland          | 23     |
| Norsko               | 2      |
| Španělsko            | 40     |
| Swedish Albums Chart | 4      |
| Swiss Albums Chart   | 21     |
| UK Albums Chart      | 6      |
| US Billboard 200     | 4      |